# Пингуикула
Пингуикула или Петлюга (Pinguicula) са род растения от семейство Мехуркови (Lentibulariaceae).

## Описание
Родът Пингуикула включва 35 вида цветя, които произхождат от Западна Европа. Естествените местообитания на тези сравнително непопулярни тревисти растения са сфагновите блата, където влажността е висока. Декоративната стойност на тези непопулярни цветя е в листата, събрани в розетка. Цветовете са бледо розови до лилави, по един на дръжка с дължина около 15 cm. Диаметърът на цветовете е около 2 cm, а устройството им е като при виолетките – 3 венчелистчета от долната страна и 2 от горната, като отзад се оформя шпоричка. Някой ги наричат „орхидеи“ заради красивите цветове, въпреки че те нямат нищо общо със сем. Салепови. На открито цъфтят през май и юни, а при отглеждане в дома цъфтят целогодишно. Характерно за тези цветя е и това, че отрязаните цветове имат трайност две – три седмици.
Освен Pinguicula grandiflora, като декоративни се отглеждат още студеноустойчивата Pinguicula bakeriana (произхождаща от Мексико), която на височина достига 10 – 15 cm, а цветовете са карминено червени.
В България по високите планини, над 900 м. се среща един вид: Балканска петлюга (Pinguicula vulgaris).

## Място на отглеждане
За отглеждане на здрави и красиви Пингуикули е нужно подходящо светло, но защитено от директните слънчеви лъчи място. Осигурете им сенчесто до полусенчесто място. По отношение на температурата, тези цветя понасят до 7 градуса, но през зимата е добре температурите да не падат под 14–15 °C. Много добра идея е през лятото да ги изнесете на източен балкон на шарена сянка. Ако ги отглеждате у дома, осигурете добра вентилация на въздуха.

## Грижи при отглеждане
Тъй като Пингуикулата произхожда от влажни местообитания, изискванията и към въздушната влажност са високи. Периодично следва да се пулверизира, особено през горещите летни дни. На практика за да отгледате здрави и красиви растения, следва да си направите едно малко блато. За целта в голям разлят съд поставете пласт пясък, върху него разстелете мъх или торф, навлажнете много добре и в средата поставете саксията с Пингуикула.
Почвеният субстрат за отглеждане на Пингуикула следва да бъде влажен и с кисела реакция.
Тъй като в естествените местообитания почвите са бедни на азот, Пингуикулата си го осигурява от насекомите. Листата и са покрити с власинки, които отделят сладка лепкава течност, която привлича насекомите. Веднъж кацнали на тях, насекомите залепват, а краищата на листата се повдигат и свиват. Отделят се сокове, които разграждат и усвояват органичните вещества на попадналото в капана насекомо. След няколко дни, когато смилането е приключило, листата бавно се отварят.

## Списък на видовете

### ПодродIsoloba
- Раздел Agnata
  - Pinguicula agnata
  - Pinguicula albida
  - Pinguicula filifolia
  - Pinguicula gigantea
  - Pinguicula benedicta
  - Pinguicula cubensis
  - Pinguicula infundibuliformis
  - Pinguicula pilosa
  - Pinguicula lithophytica
- Раздел Cardiophyllum
  - Pinguicula crystallina
  - Pinguicula habilii[1]
- Раздел Discoradix
  - Pinguicula casabitoana
  - Pinguicula lignicola
- Раздел Heterophyllum
  - Pinguicula acuminata
  - Pinguicula heterophylla
  - Pinguicula kondoi
  - Pinguicula mirandae
  - Pinguicula parvifolia
  - Pinguicula rotundiflora
  - Pinguicula imitatrix
  - Pinguicula conzattii
- Раздел Isoloba
  - Pinguicula lilacina
  - Pinguicula pumila: Small Butterwort
  - Pinguicula sharpii
  - Pinguicula takakii
  - Pinguicula caerulea: Blueflower Butterwort
  - Pinguicula ionantha: Godfrey's Butterwort, Violet Butterwort
  - Pinguicula lutea: Yellow Butterwort
  - Pinguicula planifolia: Chapman's Butterwort
  - Pinguicula primuliflora: Southern Butterwort
  - Pinguicula lusitanica

### ПодродPinguicula
- Раздел Crassifolia
  - Pinguicula esseriana
  - Pinguicula ehlersiae
  - Pinguicula debbertiana
  - Pinguicula jaumavensis
- Раздел Homophyllum
  - Pinguicula greenwoodii
  - Pinguicula jackii
  - Pinguicula lippoldii
  - Pinguicula toldensis
- Раздел Longitubus
  - Pinguicula calderoniae
  - Pinguicula crassifolia
  - Pinguicula hemiepiphytica
  - Pinguicula laueana
  - Pinguicula utricularioides
- Раздел Nana
  - Pinguicula villosa: Hairy Butterwort
- Раздел Orcheosanthus
  - Pinguicula macrophylla
  - Pinguicula oblongiloba
  - Pinguicula colimensis
  - Pinguicula cyclosecta
  - Pinguicula mesophytica
  - Pinguicula moranensis
  - Pinguicula orchidioides
  - Pinguicula zecheri
  - Pinguicula gypsicola
  - Pinguicula moctezumae
  - Pinguicula elizabethiae
- Раздел Orchidioides
  - Pinguicula laxifolia
- Раздел Pinguicula
  - Pinguicula balcanica: Балканска петлюга
  - Pinguicula corsica
  - Pinguicula poldinii
  - Pinguicula grandiflora
  - Pinguicula leptoceras
  - Pinguicula longifolia
  - Pinguicula macroceras: California Butterwort
  - Pinguicula mundi
  - Pinguicula nevadensis
  - Pinguicula vallisneriifolia
  - Pinguicula vulgaris: Common Butterwort

### ПодродTemnoceras
- Pinguicula chuquisacensis
- Раздел Ampullipalatum
  - Pinguicula antarctica
  - Pinguicula calyptrata
  - Pinguicula chilensis
  - Pinguicula involuta
  - Pinguicula elongata
- Раздел Micranthus
  - Pinguicula algida
  - Pinguicula alpina: Alpine Butterwort
  - Pinguicula ramosa
  - Pinguicula variegata
- Раздел Temnoceras
  - Pinguicula clivorum
  - Pinguicula crenatiloba
  - Pinguicula emarginata
  - Pinguicula gracilis
  - Pinguicula immaculata